# Qaleh-ye Now (distrikt)
Qaleh-ye Now (persiska: قلعه نو), eller Wuluswali-ye Qaleh-ye Now (وُلُسوالی قلعه نو), är ett distrikt i Afghanistan. Det ligger i provinsen Badghis, i den nordvästra delen av landet. Administrativ huvudort är Qaleh-ye Now.
Distriktet beräknades år 2022 ha cirka 78 000 invånare.